# Ultimate Fight Night 1
Ultimate Fight Night 1（アルティメット・ファイトナイト・ワン、別名UFC Fight Night 1）は、アメリカ合衆国の総合格闘技団体「UFC」の大会の一つ。2005年8月6日、ネバダ州ラスベガスのコックス・パビリオンで開催された。

## 大会概要
本大会は第1回目のFight Night大会で、メインイベントでは、元パンクラスミドル級王者ネイサン・マーコートがアイヴァン・サラベリーに判定勝ちを収めた。
本大会はSpike TVにより無料放送された。

## 試合結果

### プレリミナリィカード
第1試合 ウェルター級 5分3R
○  ドリュー・フィケット vs.  ジョシュ・ニアー ×
1R 1:35 TKO（レフェリーストップ：チョークスリーパー）
第2試合 ウェルター級 5分3R
○  ケニー・フロリアン vs.  アレックス・カラレクシス ×
2R 2:52 TKO（ドクターストップ：鼻の負傷）
第3試合 ミドル級 5分3R
○  マイク・スウィック vs.  ギデオン・レイ ×
1R 0:22 TKO（レフェリーストップ：左フック→パウンド）

### メインカード
第4試合 ウェルター級 5分3R
○  ジョシュ・コスチェック vs.  ピート・スプラット ×
1R 1:53 チョークスリーパー
第5試合 ミドル級 5分3R
○  ネイサン・クォーリー vs.  ピート・セル ×
1R 0:42 TKO（レフェリーストップ：左フック）
第6試合 ライトヘビー級 5分3R
○  ステファン・ボナー vs.  サム・ホーガー ×
3R終了 判定3-0（30-27、30-27、30-27）
第7試合 ライトヘビー級 5分3R
○  クリス・リーベン vs.  パトリック・コーテ ×
3R終了 判定2-1（29-28、27-29、30-27）
第8試合 ミドル級 5分3R
○  ネイサン・マーコート vs.  アイヴァン・サラベリー ×
3R終了 判定3-0（30-27、30-27、29-28）